# Michael Flood
Michael G. Flood (Australia, siglo XX) es un sociólogo australiano y profesor de la Universidad de Tecnología de Queensland.
Flood obtuvo su doctorado en estudios de género y sexualidad en la Universidad Nacional Australiana. Sus áreas de investigación son la violencia contra las mujeres, la paternidad, el profeminismo, la violencia doméstica, los efectos de la pornografía en los jóvenes, el sexo seguro entre hombres heterosexuales, los movimientos de hombres, las relaciones de los hombres entre sí y con las mujeres, la homofobia, la salud masculina y la justicia de género. Es un colaborador habitual y los medios lo citan con regularidad sobre estos y otros temas.
Flood es coeditor del International Encyclopedia of Men and Masculinities y autor de numerosos artículos académicos sobre temas relacionados con los varones y el género. Flood también ha trabajado como educador y activista profeminista, abordando la violencia masculina contra las mujeres. Coordina, edita y colabora con XY, un sitio web profeminista que ofrece una variedad de comentarios e investigaciones sobre hombres desde una perspectiva feminista. También coordina The Men's Bibliography, una colección en línea de más de 22.000 obras.

### Libros
- Flood, Michael (2000). Lust, trust and latex: why young heterosexual men don't use condoms (Tesis de Ph.D.). Australian National University. OCLC 56730906.
- Flood, Michael (2007). International encyclopedia of men and masculinities. London New York: Routledge. ISBN 9780415333436. ISBN 9780415333436
- Flood, Michael; Howson, Richard (2015). Engaging men in building gender equality. Newcastle upon Tyne: Cambridge Scholars Publishing. ISBN 9781443872485.
- Flood, Michael (2018). Engaging Men and Boys in Violence Prevention. New York: Palgrave Macmillan. ISBN 9781137442109.